# Bezdomność chroniczna
Bezdomność chroniczna (ang. chronic homelessness) – długotrwała bezdomność najczęściej połączona z niepełnosprawnością.
W Polsce pojęcie nie zostało dotąd zdefiniowane. Według kryteriów amerykańskich (Amerykański Urząd Mieszkalnictwa i Rozwoju Miast, HUD) za osobę chronicznie bezdomną uważa się każdą, która doświadczyła bezdomności od roku lub dłużej albo też w okresie ostatnich trzech lat miała cztery epizody bezdomności (dotyczy to nie tylko przebywania na ulicy, ale również w schroniskach, przytułkach i innych obiektach dających schronienie osobom bezdomnym, a także ośrodkach interwencji kryzysowej). Dodatkowo osoba taka posiadać musi jakiś rodzaj niepełnosprawności, np. psychicznej, czy podwójną diagnozę. W USA każda rodzina, w której jakiś członek spełnia definicję chronicznej bezdomności, jest uważana za rodzinę chronicznie bezdomną.